# 八角事件
八角事件，又称八角暴动、八角起义，是清末民初四川懋功县（今小金县）境内八角屯（今八角乡）八角喇嘛寺僧侣查都·若巴（19世纪？—1917年）、汉族木匠傅南山和泥水匠冯子卿等人於1917年4月在當地發動的武装暴动，查都·若巴自立为帝，国号为“大清”，年号为「通治」，该事件共波及六个县，暴动方与围剿方兵力共5000—6000人，造成藏族、汉族平民3000多人死亡。